# Susannah Townsend
Susannah Townsend (Londres, 28 de julio de 1989) es una exjugadora británica de hockey sobre césped.

## Trayectoria
Townsend tuvo su primera participación olímpica en Río 2016. En el torneo derrotó a Países Bajos en la final y conquistó, por primera vez en su historia, la medalla de oro para la selección británica. En los juegos olímpicos de Tokio 2020 consiguió la medalla de bronce al derrotar a India en la final por el tercer puesto.